# Babe I'm Gonna Leave You
«Babe I'm Gonna Leave You» (укр. Крихітко, я покину тебе) — фольк-пісня Енн Бредон (також відомої як Енн Йохансон) кінця 1950-х. Записана Джоан Баез та вийшла на її альбомі Joan Baez in Concert у 1962 році. Англійський рок-гурт Led Zeppelin включив її до свого дебютного альбому 1969 року. Серед артистів, які також виконали цю пісню слід відзначити The Plebs (1964 Decca Records UK/MGM Records США), The Association у 1965 (також виконували її на концертах у 70-х) та британський поп-співак Марк Вайнтер у 1965 році. Американський гурт Quicksilver Messenger Service записав варіацію на цю пісню у 1967 році. Валійський гурт Man зробив кавер на версію QMS у своєму альбомі 1976 року Maximum Darkness (записана вживу у Раундхаусі 26 травня 1975 року).

## Версія Джоан Баез
Приблизно у 1960 році, будучи студенткою Уніврситету Каліфорнії, Енн Бредон з'явилася на фолк-шоу  The Midnight Special радіо KPFA де заспівала пісню «Babe I'm Gonna Leave You» Дженет Сміт, яка була гостем на The Midnight Special, взяла цю пісню і, трохи змінивши, виконувала її на фолк-заходах в Оберлінському коледжі. На одному з таких заходів пісню почула Джоан Баез, і попрохала Сміт надіслати записи своїх пісень, у тому числі і «Babe I'm Gonna Leave You», яку Баез згодом почала виконувати сама. Пісня стала першою у її альбомі Joan Baez in Concert. Спочатку вона не вказала авторів пісні, але після того як Сміт звернулася до Бердон з проханням засвідчити авторство наступні копії альбому виходили з вказанням імені автора.

## Версія Led Zeppelin
До написання каверу гурт надихнула версія у виконанні Баез. Обидва, гітарист Джиммі Пейдж та вокаліст Роберт Плант, були фанатами Баез. Перший альбом Баез не вказував авторів пісні, а тому Led Zeppelin позначили пісню як «Trad. arr. Page» (укр. народна в аранжуванні Пейджа). У 1980-х Бредон дізналася про версію Led Zeppelin. Починаючи з 1990 року версія Led Zeppelin позначена авторством Енн Бредон/Пейдж та Плант, а Бредон отримала суттєвий гонорар.
Це була одна з пісень, зіграних Пейджем на їхній першій зустрічі з Плантом, яка відбулася вдома у Пейджа наприкінці липня 1968 року. Поширювалися плітки, наче Плант зіграв Пейджу деяке аранжування, яке потім ввійшло до цієї пісні. Однак у 1998 році в інтерв'ю журналу Guitar World Пейдж розвіяв ці чутки, сказавши що він працював над цим аранжуванням ще до зустрічі з Плантом, і на той час Плант не вмів грати на гітарі.
Також існувала розповідь про те, що Пейдж записав ще одну версію пісні зі Стівом Вінвудом у 1968 році, але вона так і не вийшла у світ.
На позначці 1:41 (у версії «Babe I'm Gonna Leave You» від Led Zeppelin) можна почути дуже тихий голоса Планта, який співає «I can hear it callin' me», перед тим, як ця фраза звучить у повний голос. Цей «привид» з'явився, оскільки голос Планта «протік» на доріжку з ударними, під час запису якої весь гурт грав разом.
Гурт грав цю пісню наживо лише під час концертних турів у 1969 році, але Пейдж та Плант повернули її до списку у своєму турне 1998 року, і її тривалість становила 9 хвилин.
Виконання «Babe I'm Gonna Leave You» вживу було відзнято на концерті Led Zeppelin для данського радіо у Ґладсаксе, Данія, 17 березня 1969, та включено до Led Zeppelin DVD.
Продюсер Рік Рубін зазначив: «Це ["Babe I'm Gonna Leave You"] пісня з класичною природою, але водночас це справжній рок. Вона вас дійсно вразить». Пісня з'явилася у епізоді «The Show Must Go On» 2006 року серіалу «Школа виживання».
В результаті гастролей Сполученими Штатами, а також великої популярності пісні у кавер-гуртів на Led Zeppelin, Роберт Плант почав виконувати цю пісню як із Strange Sensations, так і самостійно.

### Формат та список композицій
1969 7" promo 45 edition (США: Atlantic EP 1019)
- A. «Babe I'm Gonna Leave You» (Бредон, Пейдж, Плант) 6:41
- B. «Dazed and Confused» (Пейдж) 6:26

1969 7" single edition (Греція: Atlantic 2019 003)
- A. «Babe I'm Gonna Leave You» (Бредон, Пейдж, Плант) 6:41
- B. «How Many More Times» (Пейдж) 8:28

### Учасники запису
- Джиммі Пейдж — гітара
- Роберт Плант — вокал
- Джон Пол Джонс — бас-гітара
- Джон Бонам — ударні